# Salvatore Lilli
Salvatore Lilli, detto anche Salvatore da Cappadocia (Cappadocia, 19 giugno 1853 – Maraş, 22 novembre 1895), è stato un presbitero francescano italiano, missionario in Armenia Minore, dove fu trucidato insieme ad altri sette compagni armeni dai soldati ottomani. È stato dichiarato martire e fu beatificato da papa Giovanni Paolo II nel 1982.

Il suo elogio si legge nel Martirologio romano al 22 novembre: 